# علي البغلي
علي أحمد إبراهيم أحمد البغلي (1 يناير 1947 - 26 فبراير 2023) هو وزير كويتي سابق، ونائب سابق في مجلس الأمة الكويتي، شارك في انتخابات مجلس الأمة الكويتي عام 1992 وفاز بالعضوية عن الدائرة الرابعة - الدعية - وحصل على (919) صوت وحصل على المركز الأول.

## السيرة الذاتية
عمل مساعداً للمستشار القانوني في شركة البترول الوطنية الكويتية، ووكيلاً للنائب العام، وعين وزيراً للنفط من 1992 – 1994، وانتخب نائباً في مجلس الأمة لدورة 1992 - 1996. مارس الكتابة في الصحف الكويتية، وعمل محامياً في مكتب خاص به. التحق بجامعة الكويت عام 1968 وحمل شهادة ليسانس في الحقوق عام 1972، وتعلم اللغة الفرنسية في باريس لمدة عامين.

## المناصب والعضويات
- مقرر لجنة الدفاع عن حقوق الإنسان.
- مقرر لجنة حماية الأموال العامة.
- عام 1997 عضو مجلس إدارة الجمعية الكويتية لحقوق الإنسان.
- عام 1977 عضو مجلس إدارة الجمعية الكويتية للدفاع عن المال العام.
- عضو جمعية المحامين الكويتية.
- عضو جمعية الصحافين الكويتية.
- له العديد من الكتابات في الصحافة الكويتية تحت عنوان (جرة قلم) بجريدة القبس الكويتية.
- رئيس مجلس إدارة الشركة الوطنية الدولية القابضة.
- رئيس مجلس إدارة شركة ريف للتمويل العقاري.
- رئيس مجلس إدارة الجمعية الكويتية لحقوق الإنسان.[4]